# Rufus Ingalls
Pour les articles homonymes, voir Ingalls.
 (avril 2017).
Rufus Ingalls est un major général américain de l'Union. Il est né le 23 août 1818 à Denmark, dans le Maine et est mort le 15 janvier 1893 à New York. Il est inhumé au cimetière national d'Arlington, en Virginie.

## Avant la guerre
Ingalls naît dans le village de Denmark qui fait maintenant partie du Maine (à l'époque, il faisait partie du Massachusetts). Son père Cyrus est un propriétaire local d'usine important et un politicien qui a participé à la convention constitutionnelle de 1819. Grâce aux contacts politiques de son père, Rufus Ingalls entre à l'académie militaire de West Point, et a comme camarade de promotion Ulysses S. Grant.
Rufus Ingalls sort diplômé de West Point en 1843, trente-deuxième sur trente-neuf cadets,. Il est breveté second lieutenant le 1er juillet 1843 et affecté à un service de garnison sur la frontière de l'ouest. Il est promu second lieutenant le 17 mars 1845. À sa sortie, il intègre le corps des dragons dans l'infanterie montée avec le grade de lieutenant.  
Ingalls participe à la guerre américano-mexicaine dans le territoire du Nouveau-Mexique au sein de l'armée de l'ouest sous les ordres du colonel Stephen W. Kearny. Ingalls s'y distingue au combat lors d'une escarmouche à Embudo et à Pueblo de Taos, pour lesquels il reçoit un brevet de premier lieutenant. Il est promu premier lieutenant le 16 février 1847 après avoir reçu un brevet de premier lieutenant le 4 février pour bravoure et conduite méritoire lors des combats à Embudo et Taos au Nouveau-Mexique. 
Le 12 janvier 1848, il accède au grade de capitaine des quartiers maîtres et entre ainsi comme assistant à l'Intendance dans laquelle il fait toute sa carrière militaire.  
Promu capitaine, il est affecté à un service dans le territoire de l'Oregon en 1849, et ensuite au fort Vancouver en 1852, avec Ulysses Grant. Il supervise l'acheminement de bois par la rivière Columbia et la construction du fort Vancouver. Là, il rejoint la franc-maçonnerie. Au début de 1854, alors qu'il est en service à Washington D.C., Ingalls reçoit l'ordre d'accompagner l'expédition Steptoe à partir du fort Leavenworth au Kansas au travers du continent par le territoire de l'Utah et jusqu'à la côte du Pacifique (en). Il a été choisi par le secrétaire à la guerre Jefferson Davis parce qu'il « a servi avec les dragons (infanterie montée) et a eu beaucoup d'expérience dans le service sur la frontière ». Le 24 octobre 1854 il est aussi promu capitaine dans son ancien corps. L'expédition s'arrête pour enquêter du le massacre de Gunnison par les indiens Pavhants dont les causes incertaines peuvent vraisemblablement être liées à une vengeance de la mort du chef Pavhant. La compagnie met alors ses quartiers d'hiver dans la Rush Valley au sud de Salt Lake City et Ingalls y construit deux grands bâtiments d’adobe pour le stockage du ravitaillement. Dans son compte rendu au quartier-maître général, Ingalls préconise le maintien des installations de la Rush Valley et recommande que Brigham Young reste gouverneur du territoire de l'Utah.

## Guerre de Sécession

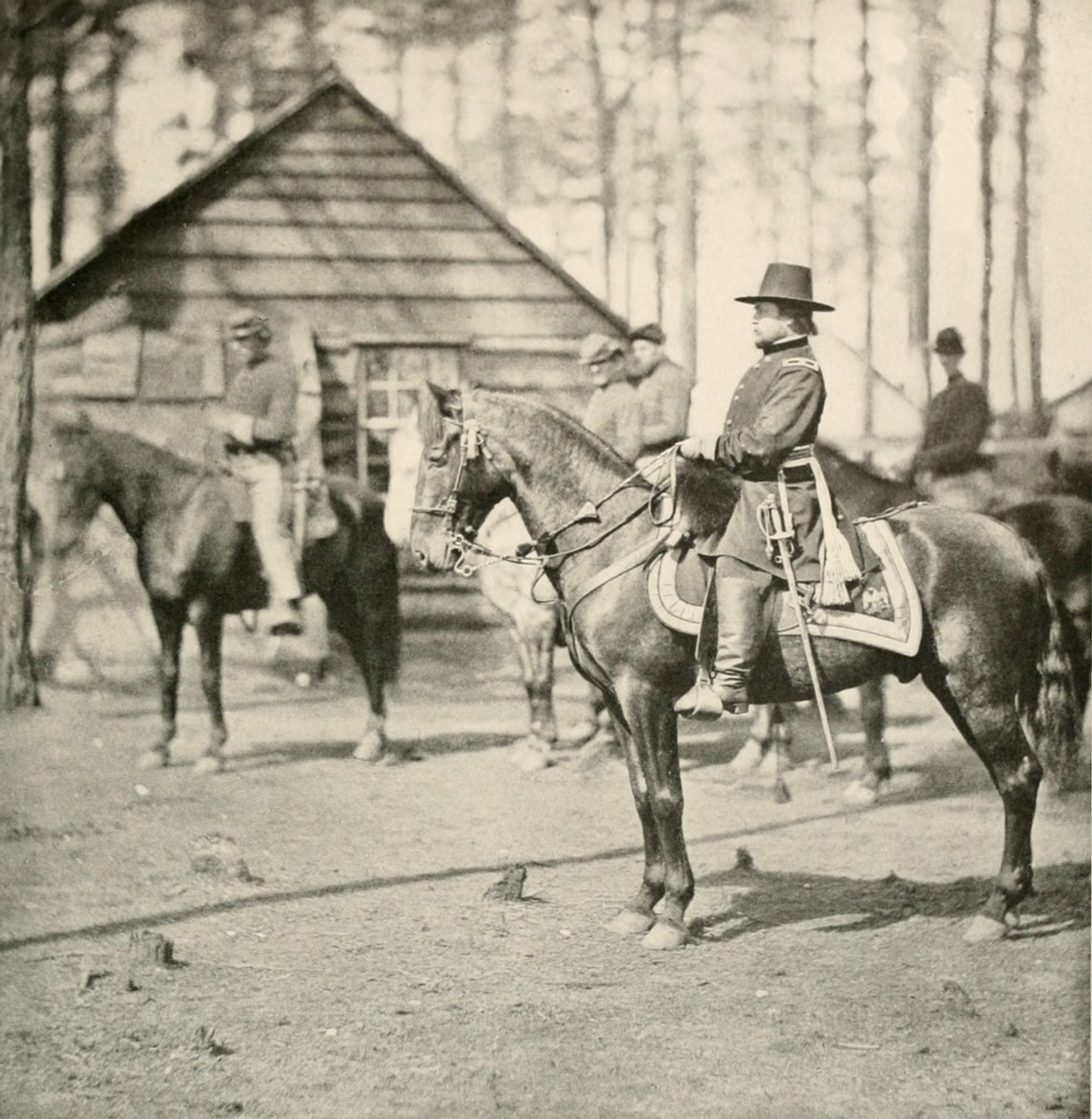
Major général de l'Union Rufus Ingalls.

Avec le déclenchement de la guerre de Sécession en avril 1861, Ingalls est réaffecté pour servir au fort Pickens en Floride. Peu après la première bataille de Bull Run en juillet, il part vers le nord en Virginie pour servir en tant qu'aide-de-camp du major général George B. McClellan. Il est nommé chef de l'Intendance en septembre 1861. Pendant toute la durée de la guerre, il est responsable du ravitaillement des troupes pour la partie orientale.

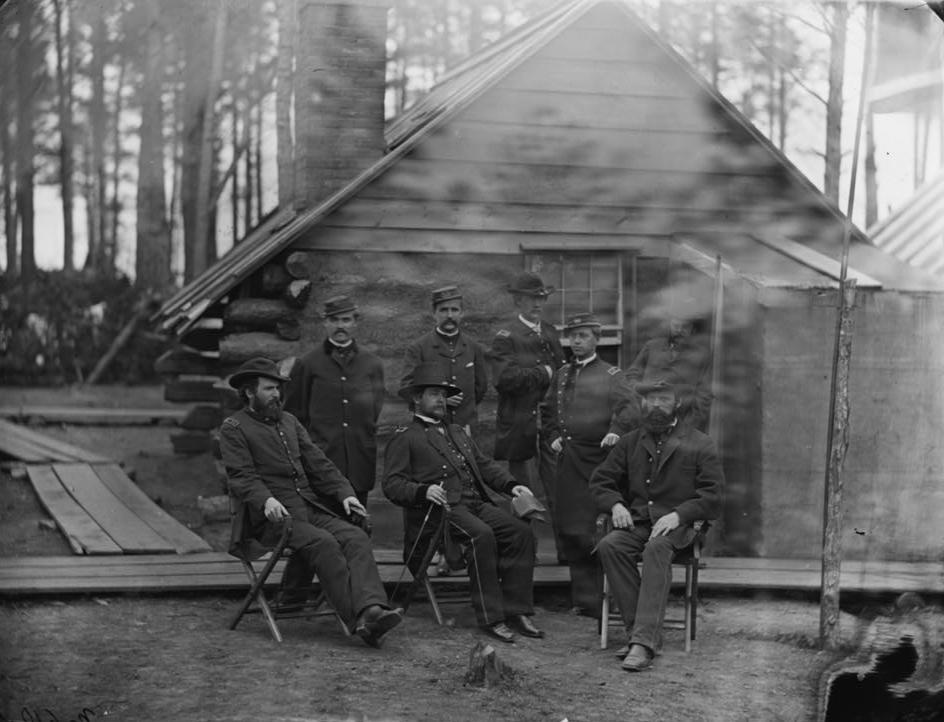
Le général Rufus Ingalls (assis au centrer) et d'autres officiers à Brandy Station, Virginia, avril 1864

Le 12 janvier 1862, il est promu commandant dans le corps des quartiers maîtres et ensuite lieutenant-colonel dans l'armée des volontaires. 
Ingalls aide à créer des dépôts de ravitaillement efficaces à Yorktown, à Eltham (en)'s Landing, Cumberland Landing (en) et White House Landing (en) pour l'armée du Potomac de McClellan pendant la campagne de la Péninsule. Il évacue avec habileté White House Landing avec tout le ravitaillement, les moyens de transports et la main-d’œuvre lors de la bataille des sept jours. À la suite, il devient chef des quartiers-maître de l'armée du Potomac en août 1862 après la campagne de la Péninsule et assure ses activités efficacement pendant les campagnes de Virginie Septentrionale, et du Maryland qui suit, obtenant des louanges pour ses compétences logistiques.
Après sa promotion au grade de major dans l'armée régulière des États-Unis, il devient général de brigade dans l'armée des volontaires le 23 mai 1863 avant d'accéder à ce grade dans l'armée régulière le 6 juillet 1864.
Une lettre du 28 septembre 1863 au général Meigs donne une illustrations des problèmes logistiques auxquels Ingalls est confronté : « Nos trains de wagons se sont multipliés. Vers le 1er novembre, on comptait 3 911 wagons, 8 693 chevaux, 12 483 mules, 907 ambulances, 7 139 chevaux d'artillerie et 9 582 de cavalerie. Nous avions suffisamment [de matériels] pour acheminer sept jours de ravitaillement pour l'armée en plus de ses bagages de camp et ses équipages. L'armée a traversé le Potomac sur des ponts flottants le dernier [jour] d'octobre ».
Avant cela, en juin 1864, son vieil ami Ulysses S. Grant place Ingalls à la tête du ravitaillement avec la responsabilité de l'ensemble des armées fédérales opérant contre Petersburg et Richmond. Dans cette fonction, il développe la base logistique à City Point (en) qui devient le plus grand port d'opérations dans l'hémisphère occidentale. Il quitte ce poste le 9 mai 1865 après avoir été breveté, lieutenant colonel, colonel, brigadier général pour service méritoire et distingué pendant la guerre et major général de l'armée régulière et des volontaires pour service loyal et distingué pendant la guerre, le tout le 13 mars 1865.
Il fait partie des quelques personnes présentes dans la pièce où se sont déroulées les négociations de la reddition du général Lee au général Grant.

## Après la guerre
Avec la reddition de Robert E. Lee en avril 1865 et la déflation des effectifs qui s'ensuit de la plupart de l'armée de l'Union, Ingalls quitte le dépôt de City Point (en) en mai. Libéré des obligations de service des Volontaires le 1er septembre 1866, il reste dans l'armée. Il retourne à Washington et en juillet 1866. Il est promu lieutenant-colonel dans le corps des quartiers maîtres le 28 juillet 1866, puis colonel le lendemain dans armée régulière. Il sert dans plusieurs postes des quartiers-maîtres au cours des deux décennies à New York City San Francisco et Chicago. Pendant seize ans, il est quartier-maître chef de la division du Pacifique et du Missouri.
Le 23 février 1882, il est nommé en tant que seizième quartier maître général de l'U.S. Army avec le grade de brigadier général. Il est promu brigadier général du corps des quartiers maître le 23 février 1882.
Il part en retraite de l'armée le 1er juillet 1883 et entre dans la vie civile en Oregon. Il s'installe à New York en 1891, où il meurt deux ans plus tard à l'âge de 74 ans. Il est enterré avec les honneurs militaires dans le cimetière national d'Arlington.

### Œuvre
Il participe à la rédaction d'un ouvrage intitulé "Report of a Board of Officers to Decide Upon a Pattern of Ambulance Wagon for Army Use" en 1878.

## Mémoires
L'Ingalls Street à San Francisco est nommé en son honneur. Rufus Ingalls est inscrit sur le Hall of Fame des quartiers-maîtres en 1987.
L'historien Ezra Warner, dans Generals in Blue dit d'Ingalls : « on peut dire d'Ingalls, que les commandants d'armée pouvaient venir et partir, mais qu'il continuait toujours ».